# BBC iPlayer
BBC iPlayer (Stylizowane jako iPLAYER lub BBC iPLAYER) – platforma VOD należąca do brytyjskiego nadawcy publicznego BBC. Oferuje możliwość oglądania lub słuchania stacji telewizyjnych i radiowych BBC, a także obejrzenia odcinków programów z tych anten przez określony czas po emisji. Aby korzystać z platformy należy przebywać na terenie Wielkiej Brytanii oraz posiadać licencję telewizyjną.
Platforma wystartowała 25 grudnia 2007 roku. 20 października 2021 roku opublikowano nowe logo platformy, w związku z rebrandingiem całej sieci kanałów BBC, natomiast od wiosny 2022 roku wprowadzono animację bloków „BBC” w logo, tworzące trójkąt przypominający kształt „Play”.
Zagraniczną wersją platformy jest BBC Player działająca na zasadach komercyjnych.

## Treści

### Live
Spis stacji, z których treści można oglądać/słuchać na żywo przez BBC iPlayer.
| Nazwa          | Rodzaj                                               | Język            |
| -------------- | ---------------------------------------------------- | ---------------- |
| BBC One        | telewizyjna, ogólnokrajowa z wariacjami regionalnymi | angielski        |
| BBC Two        | telewizyjna, ogólnokrajowa z wariacjami regionalnymi | angielski        |
| BBC Three      | telewizyjna (daw. internetowa), ogólnokrajowa        | angielski        |
| BBC Four       | telewizyjna (wkrótce internetowa), ogólnokrajowa     | angielski        |
| CBBC           | telewizyjna (wkrótce internetowa), ogólnokrajowa     | angielski        |
| CBeebies       | telewizyjna, ogólnokrajowa                           | angielski        |
| BBC Scotland   | telewizyjna, regionalna                              | angielski        |
| BBC News       | telewizyjna, ogólnokrajowa                           | angielski        |
| BBC Parliament | telewizyjna, ogólnokrajowa                           | angielski        |
| BBC Alba       | telewizyjna, regionalna                              | gaelicki szkocki |
| S4C            | telewizyjna, regionalna                              | walijski         |
| BBC Radio 1    | radiowa, ogólnokrajowa                               | angielski        |

Kanały regionalne takie jak BBC Alba czy S4C w telewizji można oglądać jedynie w regionach do mieszkańców których kierowane są ich treści (w tym wypadku odpowiednio w Szkocji i Walii). BBC iPlayer umożliwia oglądanie ich w dowolnym miejscu na terenie Wielkiej Brytanii. To samo dotyczy regionalnych wariacji stacji ogólnokrajowych, np. BBC One.
Niektóre kanały dostępne były lub wkrótce będą tylko za pośrednictwem BBC iPlayer. Tak było w przypadku BBC Three który w latach 2016–2022 był dostępny tylko przez drogę sieciową. Wkrótce jego los podzielić mają BBC Four i CBBC. Powodem tych zmian są cięcia kosztów.
W BBC iPlayer można także oglądać transmisje specjalne, tzw. „BBC Red Button”, które w systemie telewizji naziemnej dostępne są również poprzez HbbTV.

### Catch-up TV
BBC iPlayer oferuje funkcję catch-up TV, dzięki której można oglądać audycje telewizyjne BBC z założenia do siedmiu dni po emisji. Często jednak czas dostępności materiałów jest dłuższy niż tydzień, bywa nawet że niektóre można oglądać przez ponad rok. Możliwe jest również pobieranie odcinków wybranych audycji.

## Polska
Od czerwca 2022 roku w Polsce dostępny jest BBC Player, jako część platformy CANAL+ online. Po uiszczeniu opłat można za jego pośrednictwem oglądać programy z polskich anten BBC (tj. BBC Brit, BBC Earth, BBC First, BBC Lifestyle i CBeebies).